# فصل ديني

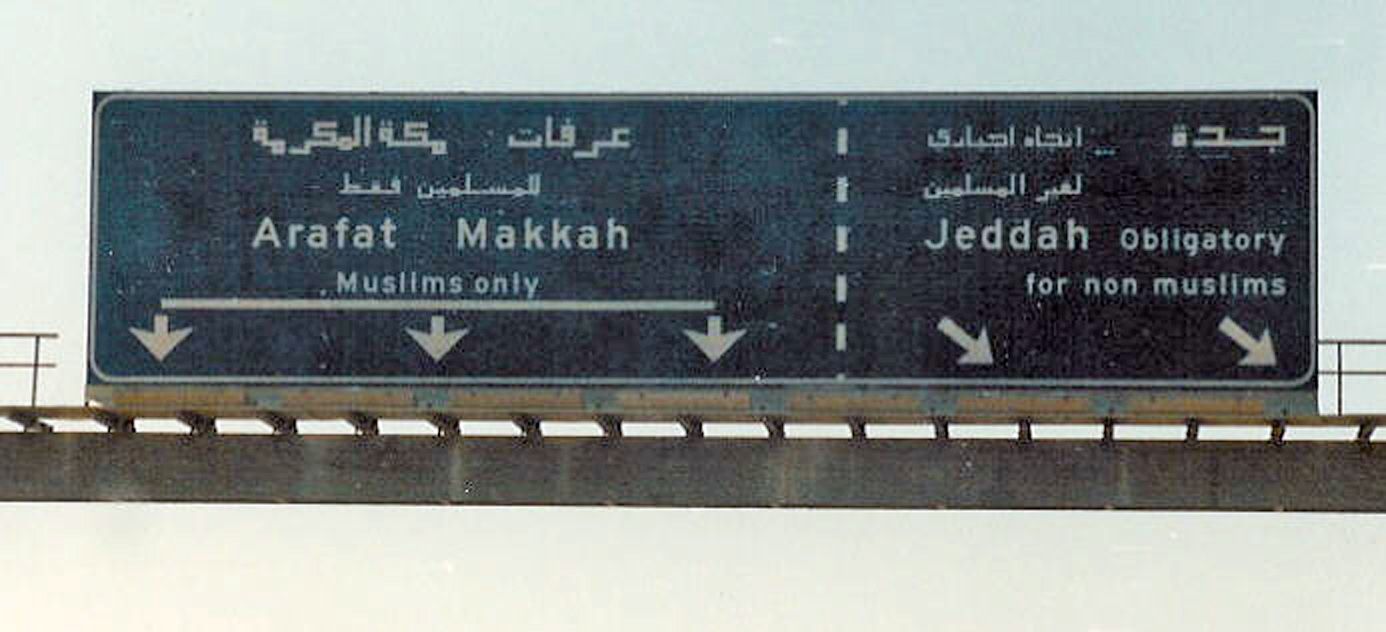
لافتة على الطريق السريع إلى مكة، تشير إلى أن أحد الاتجاهات مخصص «للمسلمين فقط»، بينما يعد الطريق الثاني «إلزامي لغير المسلمين». تتمركز الشرطة الدينية (هيئة الأمر بالمعروف والنهي عن المنكر) خارج المنعطف على الطريق الرئيسي لمنع غير المسلمين من الانتقال إلى مكة والمدينة.

الفصل الديني هو عزل للبشر وفقا دينهم. استخدم هذا المصطلح لوصف حالات الفصل على أساس الدين التي تحدث كظاهرة اجتماعية، وكذلك للفصل المفعل بالقوانين، سواء كانت صريحة أو ضمنية.
استخدم مصطلح الفصل العنصري الديني المشابه لوصف حالات تتضمن فصلا للناس على أساس الدين، بما في ذلك من ظواهر اجتماعية.

## إيرلندا الشمالية
كان التمييز الديني في إيرلندا الشمالية ظاهرة طوعية ازدادت في العديد من المناطق، لا سيما في العاصمة بلفاست وديري. تفاقم هذا الاتجاه منذ اندلاع صراع المشكلات (The Troubles)، وهي سلسلة طويلة من النزاعات والتوترات التي وقعت بين الكاثوليك الرومانيين والبروتستانت منذ أواخر ستينات القرن العشرين وحتى أواخر العقد الأول من القرن الواحد والعشرين. لا يحدث الفصل في كل الأماكن. فمدارس الحكومة غير طائفية، إلا أن العديد من الكاثوليك الرومانيين يرسلون أبنائهم إلى المدارس الكاثوليكية الرومانية.
يفضل الناس في السكن الحكومي أن يسكنوا داخل مجتمعاتهم. وهذا النوع من الفصل أكثر شيوعا لدى أصحاب الدخل المنخفض في البلدات الكبيرة والمدن، وحيث يكون هناك مستويات عالية من العنف.
تقول الفورين بوليسي في تقرير لها عام 2012:

## إيران
أصبح الإسلام الشيعي الديانة الرسمية لإيران منذ الثورة الإيرانية في عام 1979. ورغم أن أصحاب الديانات اليهودية، المسيحية، والزرادشتية معترف بهم ومحميون كأقليات دينية، إلا أنهم ممنوعون من التبشير أو دعوة المسلمين الإيرانيين للتحول إلى دياناتهم. ادعت وزارة الخارجية الأمريكية أن الأقليات الدينية تعرضت للمضايقات والاضطهاد الديني.
لا تعترف الحكومة بأقليات دينية مثل البهائية، وبذلك فهم لا يملكون أي حمايات قانونية أو حقوق دستورية لممارسة دينهم. أبلغت الشبكة الإسلامية لحقوق البهائيين حالات فُصل فيها طلاب بهائيون جامعيون من الجامعة بسبب معتقدهم الديني. وفقا لتايمز التعليم العالي، فإن البهائيين ينبغي أن يتبرأوا من إيمانهم من أجل التدريس في جامعات إيران. نظرا لأن البهائية ليست ديانة رسمية، فإن البهائية تعتبر حركة مهرطقة بشكل رسمي، وذلك بسبب تناقض إيمان البهائيين بأن بهاء الله نبي سماوي مقدس مع إيمانهم بالقرآن، والذي يؤكد على أن محمد هو آخر وخاتم رسول أُرسل إلى البشرية.

## باكستان
تعتبر باكستان دولة مسلمة رسميا، وتحدد من هو بمسلم ومن ليس بمسلم. وفي ظروفها هذه، يعتبر المسلمون الأحمديون غير مسلمين بموجب القانون ويمنعون من ممارساتهم الدينية بحرية. ولا يسمح لهم بأن يعدوا مساجدهم كمساجد، أو أن يقابلوا الناس بتحية السلام الإسلامية. يُمنع الأحمديون من الحكومة أو أي مناصب كبيرة داخل باكستان. كانت هناك حالات جرى فيها استبعاد المسلمين الأحمديين من المدارس، الكليّات، والجامعات، لكونهم مسلمين أحمديين. وقد حدث أن تم اتهام جميع سكان مدينة ربوة، وهي مقر المسلمين الأحمديين الرئيسي، بموجب قوانين مناهضة الأحمدية.

## السعودية
قبل الأول من مارس عام 2004، ذكرت الحكومة السعودية على موقعها أنه محرم على اليهود دخول البلد، لكن لم يتم العمل بذلك التصريح.
لا يسمح لغير المسلمين دخول مدينة مكة. ولا يمكن لغير المسلمين الدخول أو السفر عبر مكة، وقد تسفر محاولة دخول مكة من قبل غير مسلم عن مواجهة عقوبات كدفع غرامة، ويؤدي وجود غير المسلم في مكة إلى الطرد من البلد.
في مدينة المدينة، يُسمح للمسلمين وغير المسلمين بالدخول. لكن يتم استثناء غير المسلمين من دخول الساحة النبوية، حيث يقع المسجد النبوي.